# Весёлые проделки Тиля Уленшпигеля
«Весёлые проделки Тиля Уленшпигеля» (иногда «Весёлые забавы Тиля Уленшпигеля» или «Весёлые проказы Тиля Уленшпигеля», у В. В. Стасова «Забавные штуки Тиля Уленшпигеля», нем. Till Eulenspiegels lustige Streiche) op. 28 — симфоническая поэма Рихарда Штрауса, написанная в 1895 гг. Посвящена Артуру Зайдлю. Примерная продолжительность звучания 15 минут.
В 1894 году Штраус задумал одноактную оперу на сюжет о немецком народном герое Тиле Уленшпигеле и начал набрасывать для неё либретто, однако эта работа не продвинулась далеко, и в итоге композитор использовал идею для создания симфонического сочинения, завершив его 6 мая следующего года. 5 ноября 1895 года поэма впервые прозвучала в Кёльне в исполнении Гюрцених-оркестра под управлением Франца Вюльнера; сам автор из-за репетиций своей первой оперы «Гунтрам» не смог принять участие в премьере и впервые дирижировал этой музыкой 29 ноября в Мюнхене.
«Уленшпигель» относится к вершинным проявлениям программного начала в музыке Штрауса: это, по словам биографа Штрауса Майкла Кеннеди, «удачнейшая и остроумнейшая» из его симфонических поэм. В одночастной форме поэмы выделяются 27 программных эпизодов — от рождения до смерти героя, однако заголовки этих эпизодов, которые первоначально содержалась в партитуре, автор обнародовать не пожелал. В 1944 году, к 50-летию произведения, Штраус вернулся к партитуре и внёс в неё небольшие редакционные изменения, но большинством исполнителей они не учитываются.
Несколько фортепианных переложений (в том числе две редакции Отто Зингера-младшего, для одного и для двух фортепиано) были изданы сразу же после премьеры. На музыку «Уленшпигеля» Вацлав Нижинский в 1916 году поставил и станцевал балет.
Среди дирижёров, осуществивших аудиозапись «Уленшпигеля», — автор, Карл Бём, Яша Горенштейн, Герберт фон Караян, Рудольф Кемпе, Клеменс Краус, Майкл Тилсон Томас, Вильгельм Фуртвенглер и многие другие.

## Использование музыки
- 1916, 23 октября — «Тиль Уленшпигель», одноактный балет в постановке В. Ф. Нижинского[4]
- 1933, 18 мая — «Тиль Эйленшпигель», мини-балет балетмейстера Л. В. Якобсона по сценарию и под управлением Е. А. Мравинского, художник Н. И. Никифоров; Тиль — В. В. Фидлер, Неле — И. Л. Каплан, Мать — Н. Е. Шереметьевская, Отец — Б. Я. Фенстер, Богослов — В. А. Варковицкий; Ленинградский государственный театр оперы и балета им. Кирова[4]
- 1949, 9 ноября — балет в постановке Ж. Бабиле по сценарию балетмейстера, художник Т. Кьоу; Тиль — Бабиле, Неле — Д. Дарманс; Театр Елисейских полей, Париж[4]
- 1951, 14 ноября — «Весёлые забавы Тиля Уленшпигеля», балет по либретто и в хореографии Дж. Баланчина, сценография Э. Франсе; Тиль — Дж. Роббинс; Нью-Йорк Сити балет[4]